# سد غريب
يقع سد غريب في بلدية واد الشرفاء بولاية عين الدفلى وسط الجزائر. يقع السد على وادي الشلف. يبعد السد المائي عن مدينة المدية الواقعة شمال غربه بـ 20 كم.
تم بناء سد غريب من قبل مؤسسة Chagnaud الفرنسية بين عامي 1936 و 1939. بدأ ملء السد عام 1939.

## الحاجز
يبلغ ارتفاع الحاجز 65 مترًا وطوله 270 مترًا. الجانب المائي من السد مغلق بالخرسانة والأسفلت.

## توليد الكهرباء
تبلغ الطاقة الإنتاجية لمحطة توليد الكهرباء لسد غريب 7 ميغاواط. تقع المحطة عند سفح السد.